# Stroh

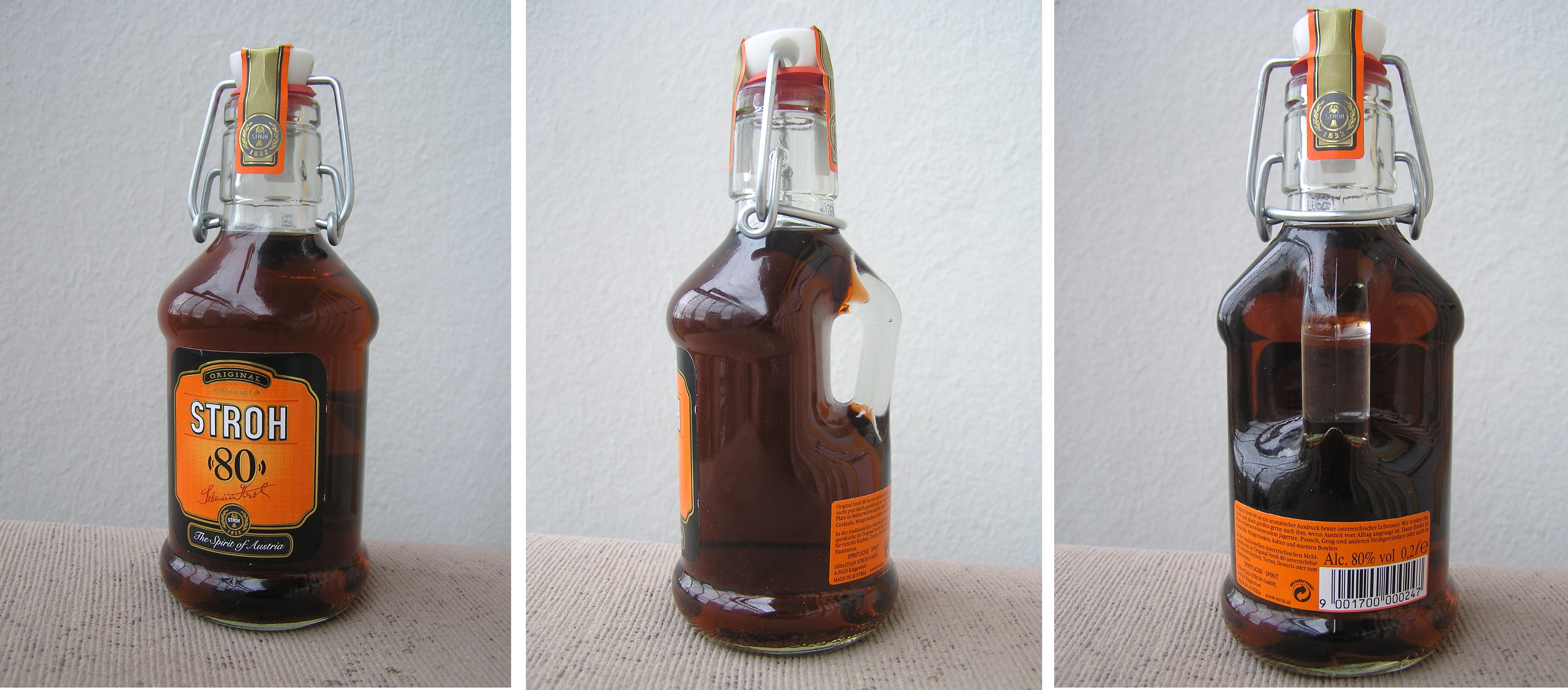
Stroh 80 i en 20 cl. flaska

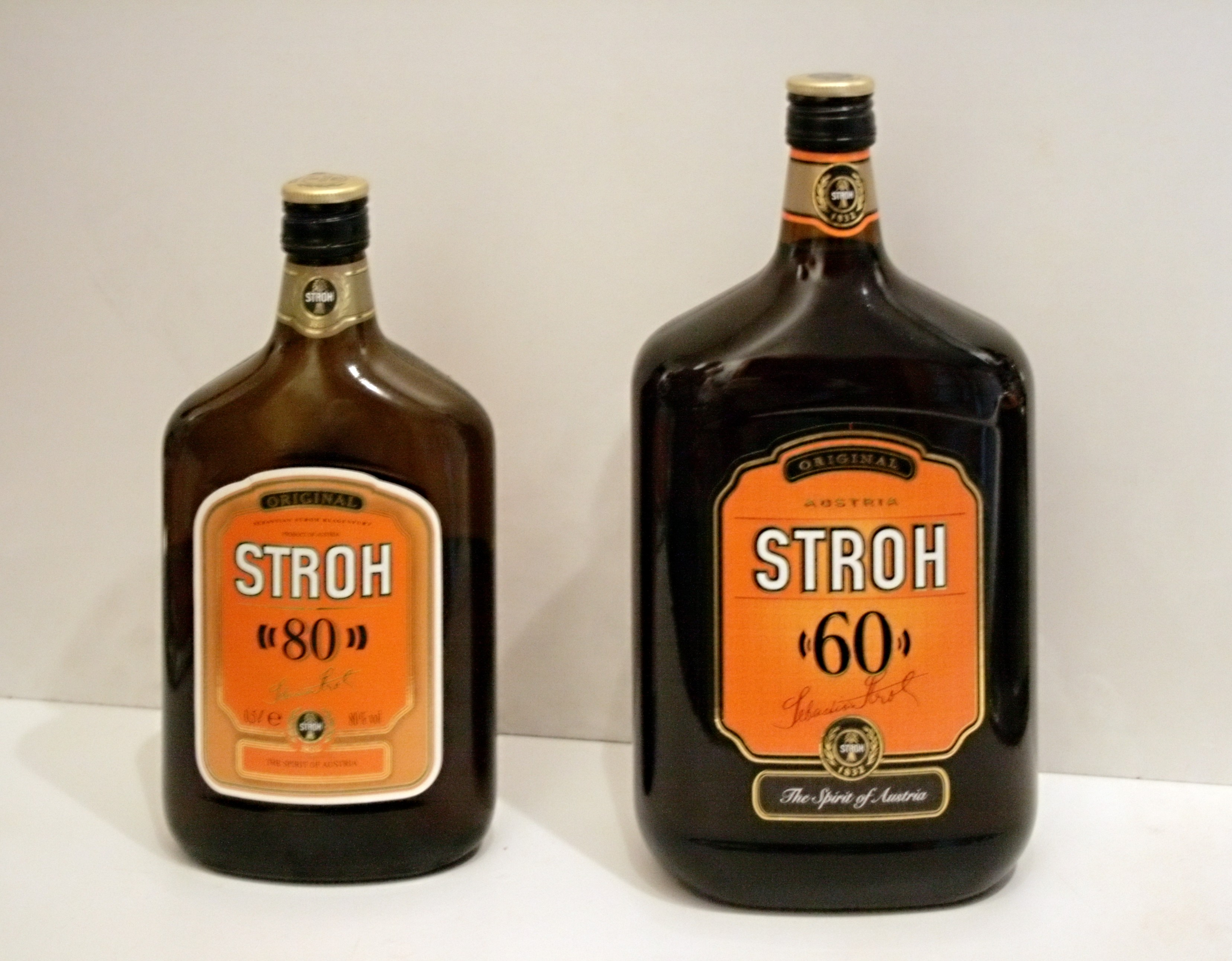
Stroh 80 och 60

Stroh är en starkt kryddad rom från Österrike. Den finns i fyra varianter, Stroh 40, Stroh 54, Stroh 60 och Stroh 80. Siffran anger alkoholhalten. 
Varumärket startade 1832 i Klagenfurt och är uppkallat efter grundaren Sebastian Stroh. Märket vann en guldmedalj vid världsutställningen år 1900 i Paris.
Idag finns Stroh i 30 länder.  Versionerna med hög alkoholhalt används oftast inte oblandad men kan också utgöra bas för olika blandningar som Jägertee, bål eller B-52. Stroh blandar bra i olika romdrinkar. Däribland rom och cola, där mängden rom halveras från ursprungsreceptet. Stroh är också en viktig ingrediens för kakor och bakverk i österrikisk mat. 
Då det forna Österrike-Ungern inte hade tillgång till kolonier i tropiska områden, försökte romproducenter ursprungligen att ersätta smaken från sockerrör med en blandning av smak- och färgämnen som tillsattes till vanlig destillerad sprit, detta kallades Inländer-Rum. Denna ersättning har under årens lopp blivit en specialitet. Idag är österrikisk rom tillverkad av sockerrör, men den typiska Inländer-smaken skapas ändå av traditionella tillsatser.